# John Héctor Worden
John Héctor Worden (4 de febrero de 1885 - 6 de mayo de 1916) fue el primer piloto aviador descendiente de nativos norteamericanos y mercenario en la Revolución Mexicana.

## Biografía
Fue el primer piloto que contrató el gobierno mexicano para volar en misiones de reconocimiento y bombardeo para el ejército. Worden era descendiente de los indios cherokees, nació en White Plains, New York, el 4 de febrero de 1885, estudió en una escuela para indios en Carlysle, Pensilvania. En un viaje que hizo a Francia en la primavera de 1911, se enroló en la escuela de aviación Blériot en Pau, Francia. Después que estrelló un avión dejó la escuela si haber obtenido su licencia, por no poder pagar los daños del avión. Al fin el 14 de noviembre de 1911 obtuvo su licencia de piloto. A su regreso a los Estados Unidos ingresó en el equipo de la Moisant Internacional Aviatiors, de los hermanos Alfredo y Juan Moisant. Esta empresa tenía un circo aéreo que viajaba por todo el país, y una escuela de pilotos en Long Island, Nueva York.
Al año siguiente, Worden fue comisionado por la Mosaint, para llevar 2 de los 6 aviones, comprados por el gobierno mexicano, que pasaron a formar parte de la división del Norte al mando del general Victoriano Huerta, en su campaña contra Orozco. El 31 de julio de 1912 llegaron a Torreón, John Héctor Worden y el piloto Francisco Álvarez, junto dos aeroplanos Moissant - Blériot, para ser utilizados para la campaña contra los orozquistas.
Los aviones que llegaron a Torreón de los Estados Unidos en ferrocarril, eran monoplanos, versión americana del Blériot XI, con pequeñas diferencias con respecto al original. Con una longitud de 8 metros, el fuselaje del Blériot XI estaba construido con madera de roble y cuerdas de piano.
El 1 de agosto se efectuaron en Torreón las primeras pruebas de los aeroplanos, uno de los aparatos, que tenía una fuerza de cincuenta caballos, fue pilotado J. H. Worden, pero las pruebas no dieron buenos resultados. Las maniobras se efectuaron en las primeras horas de la mañana, buscando el mejor ambiente, pero el primer intento el aparato se elevó alrededor de doce metros, por espacio de tres minutos, para recorrer dos kilómetros y caer al suelo. Se dijo que el “aterrizaje” fue intencional pero que el terreno en que se hizo resultó inapropiado para ello. Pasados algunos minutos se emprendió otro vuelo casi al ras del suelo y el aparato cayó de frente, hundiéndose la hélice en la tierra.
Dos días más tarde, después de laboriosos preparativos llevadas a cabo por la dirección del capitán de ingenieros Osorio Mondragón, se efectuaron con éxito las pruebas de aviación. Del parque Atlético entre Torreón y Gómez Palacio, a las 6:30 a. m. Héctor Worden, pilotando un avión Blériot XI, realizó un vuelo de treinta y un minutos. Se elevó a 1 200 pies e hizo evoluciones que le valieron aplausos. Después el piloto Francisco Álvarez intento subir, viéndose precisado a “aterrizar” aproximadamente a cuarenta metros del punto de partida, por una racha de viento. La comisión militar encargada por el gobierno para recibir los aparatos se retiró satisfecha.
El domingo 4 de agosto se realizaron otras pruebas de vuelo, gran parte de la población lagunera se reunió en el Parque Atlético de Gómez Palacio, para ver las pruebas de aviación que se llevarían a cabo. Toda la mañana los tranvías eléctricos que unían a Torreón, Gómez Palacio y Lerdo estuvieron transportando personas al parque. Allí los aviadores Héctor Worden, y Francisco Álvarez, hicieron pruebas para ver si dichos aparatos serían de utilidad para hacer los servicios de exploración en los campos donde operaban las fuerzas rebeldes, objetivos para el que fueron adquiridos.
El capitán Vázquez Shafino, ayudante del presidente de la república que vino expresamente a presenciar las pruebas, quedó muy satisfecho de las maniobras que efectuaron los aviadores, al hacer una evolución, tropezó con los cables del tranvía y el aparato se vino a tierra. El piloto salió indemne del accidente pero las encontradas corrientes de aire motivaron la suspensión del ejercicio.
Cuando Worden regresó a los Estados Unidos publicó un artículo en la revista “Aircraft” sobre la aplicación del avión en las acciones militares. En dicho relato, publicado en 1912, Worden se muestra sumamente complaciente y no hace referencias de carácter personal, al margen de que ésta fuera muy pobre, pero sí enumera una serie de posibilidades enfatizando el hecho de que sus apreciaciones provienen de haber participado en una guerra de verdad.
Pronosticó que el avión terminaría siendo un arma de primer orden por reunir una serie de grandes ventajas si se le sabía sacar provecho. Pone ejemplos prácticos para cada una de esas aplicaciones y asegura que el ataque en Rellanos (lanzamiento de una locomotora cargada de dinamita contra un tren federal) no hubiera tenido éxito de haberse contado con la ayuda de un aeroplano de observación que hubiera ido delante del tren militar. Worden termina su relato así: “La opinión absoluta del autor es que en el futuro el aeroplano no sólo será un valioso bien para un ejército, sino una necesidad absoluta”.
En los Estados Unidos, Worden continuó volando y el 5 de mayo de 1916, durante una exhibición en una feria regional en Texas, sufrió un ataque cardíaco a dos mil pies de altura y murió antes de llegar al suelo. Aunque la máquina quedó desecha, los controles estaban intactos y el examen médico reveló que su muerte no había sido a consecuencia del golpe.